# Jász-Nagykun-Szolnok vármegyei 3. sz. országgyűlési egyéni választókerület
A Jász-Nagykun-Szolnok vármegyei 3. számú országgyűlési egyéni választókerület egyike annak a 106 választókerületnek, amelyre a 2011. évi CCIII. törvény Magyarország területét felosztja, és amelyben a választópolgárok egy-egy országgyűlési képviselőt választhatnak. A választókerület nevének szabványos rövidítése: Jász-Nagykun-Szolnok 03. OEVK. Székhelye: Karcag

## Területe
A választókerület az alábbi településeket foglalja magába:
1. Abádszalók
2. Berekfürdő
3. Fegyvernek
4. Karcag
5. Kenderes
6. Kisújszállás
7. Kunhegyes
8. Kunmadaras
9. Nagyiván
10. Tiszabő
11. Tiszabura
12. Tiszaderzs
13. Tiszafüred
14. Tiszagyenda
15. Tiszaigar
16. Tiszaörs
17. Tiszaroff
18. Tiszaszentimre
19. Tiszaszőlős
20. Tomajmonostora
21. Túrkeve

## Országgyűlési képviselője
| Név                | Párt                                         | Párt        | Terminus    | Megjegyzés                                   |
| ------------------ | -------------------------------------------- | ----------- | ----------- | -------------------------------------------- |
| Dr. Fazekas Sándor |                                              | Fidesz-KDNP | 2014 – 2018 | A 2014-es országgyűlési választás eredménye: |
| F. Kovács Sándor   |                                              | Fidesz-KDNP | 2018 –      | A 2018-as országgyűlési választás eredménye: |
| F. Kovács Sándor   | A 2022-es országgyűlési választás eredménye: | Fidesz-KDNP | 2018 –      |                                              |

## Demográfiai profilja
| Iskolai végzettség                | Iskolai végzettség               | Iskolai végzettség | Iskolai végzettség | Iskolai végzettség |
| --------------------------------- | -------------------------------- | ------------------ | ------------------ | ------------------ |
|                                   |                                  |                    |                    | fő                 |
| Általános iskolát nem végezte el  | Általános iskolát nem végezte el |                    | 3257               | 3257               |
| Általános iskola                  | Általános iskola                 |                    | 20213              | 20213              |
| Szakmunkás                        | Szakmunkás                       |                    | 20512              | 20512              |
| Érettségi                         | Érettségi                        |                    | 20467              | 20467              |
| Diploma                           | Diploma                          |                    | 8018               | 8018               |
| A 2022. évi népszámlálás szerint. |                                  |                    |                    |                    |

A Jász-Nagykun-Szolnok vármegyei 3. sz. választókerület lakónépessége 2022. október 1-jén 89 729 fő volt. A 2011-es és a 2022-es népszámlálás között 8486 fővel csökkent a választókerület lakosság száma. A választókerületben a korösszetétel alapján a legtöbben a középkorúak élnek 30 314 fővel, míg a legkevesebben a gyermekek 17 262 fővel. A választókerület lakosságának a 79,2%-nál van internet elérési lehetőség.
A legmagasabb befejezett iskolai végzettség szerint a szakmunkás végzettséggel rendelkezők élnek a legtöbben 20 512 fő, utánuk a következő nagy csoport az érettségizettek 20 467 fővel.
Gazdasági aktivitás szerint a lakosság közel fele foglalkoztatott 37 851 fő, második legjelentősebb csoport az inaktív keresők, akik főleg nyugdíjasok 24 220 fővel.
A választókerület legjelentősebb nemzetiségi csoportja a cigány 3263 fő, illetve a német 400 fő. Magyar állampolgársággal nem rendelkező külföldi állampolgárok aránya 0,7%.
Vallási összetétel szerint a választókerületben lakók legnagyobb vallása a református (12 551 fő), valamint jelentős közösség még a római katolikus (9430 fő). A vallási közösséghez nem tartozók száma szintén jelentős (21 990 fő), a választókerületben a legnagyobb csoportot alkotják.

## Országgyűlési választások

### 2014
A 2014-es országgyűlési választáson az alábbi jelöltek indultak:

### 2018
A 2018-as országgyűlési választáson az alábbi jelöltek indultak:
- Balla Leila Klaudia (Összefogás Párt)
- Bodó Jánosné (DK)
- Boros István (Értünk Értetek)
- Burai Pálné (Iránytű Párt)
- Csirke Rozália (Demokrata Párt)
- Horváth Sándor (Munkáspárt)
- Kovács Sándor (Fidesz-KDNP)
- Lukács László György (Jobbik)
- Madar Gyula (A Haza Pártja)
- Magyar Ildikó Zsuzsanna (Hajrá Magyarország! Párt)
- Mikle Richárd (Momentum Mozgalom)
- Páva Bertalan (IMA)
- Sallai Róbert Benedek (LMP)
- Tóth Dezső (FKGP)
- Turó István (EU.ROM)
- Turó Vilmos (Tenni Akarás Mozgalom)
- Zsákai Zsigmond (MIÉP)